# Olea schliebenii
Espèce
Classification phylogénétique
Olea schliebenii Knobl. est une espèce de plantes à fleurs de la famille des Oleaceae et du genre Olea. Il a été reconnu dans la révision du genre Olea publiée en 2002 par P.S. Green. C'est un arbre endémique de Tanzanie.

## Description botanique

### Appareil végétatif
C'est un arbre pouvant atteindre 7 m de haut.
- Jeunes pousses de section légèrement quadrangulaire, parsemés de lenticelles.
- Feuilles glabres, coriaces, avec des pétioles de 4 à 6 mm de long, le limbe est elliptique, de 2,5 à 5 cm de long et 2 à 4 cm de large, la base obtuse, l'apex arrondi à obtus, l'extrémité brièvement cuspidée.
- Nervures : 4 à 5 nervures primaires à peine visibles de part et d'autre de la nervure médiane ; la nervuration est sombre.

### Appareil reproducteur

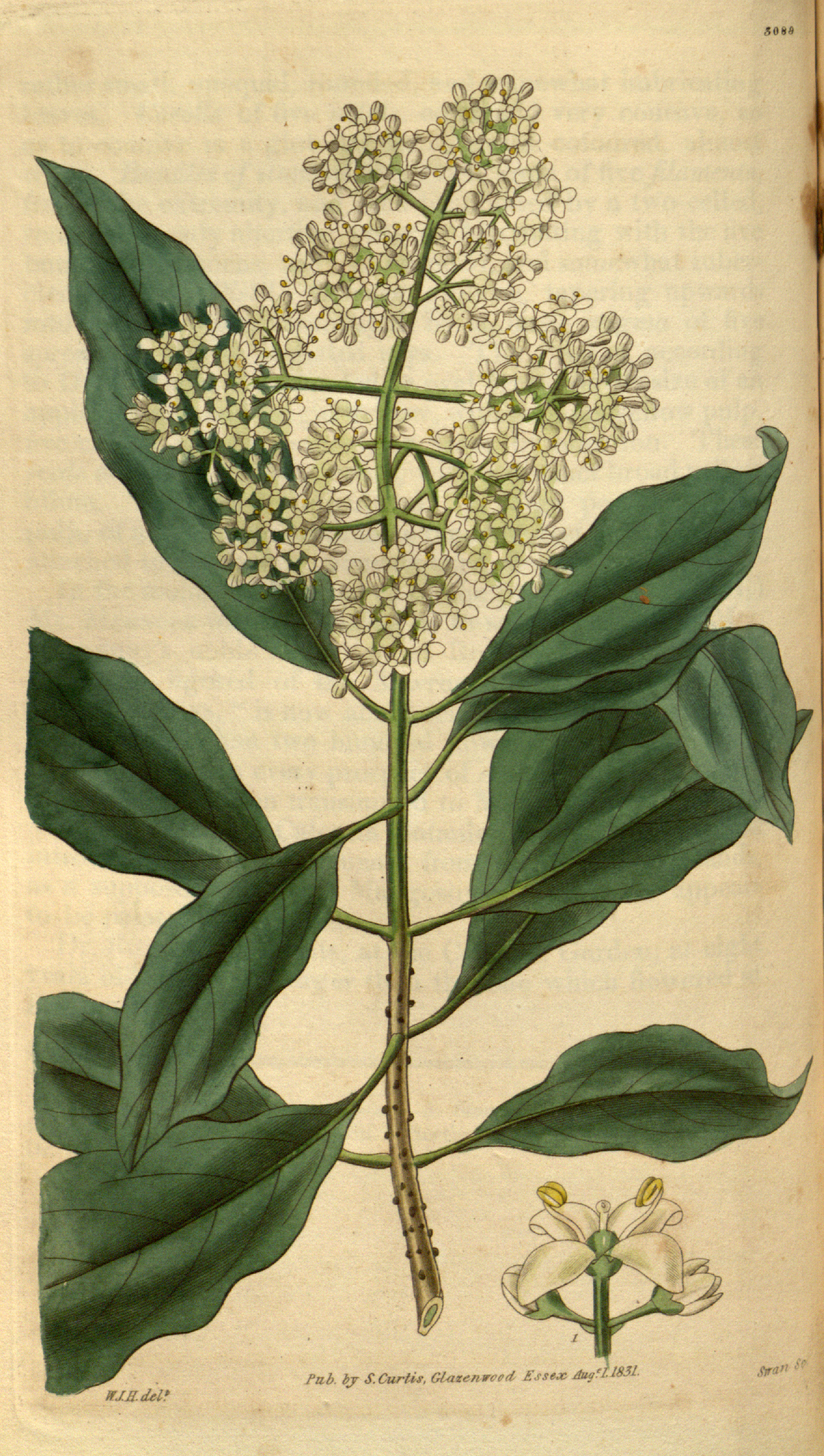
Inflorescence dOlea en panicule terminale.

- Inflorescences : terminales, glabres, denses, pédicelles de 0 à 0,5 mm de long.
- Calice : cupulé, 0,5 à 0,75 mm de long, lobes largement triangulaires.
- Corolle : blanche, tube de 0,5 mm de long, lobes de 1,5 à 2 mm de long.
- Étamines : anthères ellipsoïdes, de 1,5 mm de long, filets de 0,5 mm de long.
- Ovaire : en forme de bouteille, 1,5 mm de long, incluant un stigmate globuleux.
- Fruits : drupes inconnues.

## Localisation
- Tanzanie :
  - Morogoro distr.,
  - Monts Uluguru : réserve forestière,
  - Iringa distr.,
  - Dabaga.

Cette espèce est une autre endémique locale, connue seulement dans les Monts Uluguru où, en 1955, elle a été décrite comme un "arbre plutôt commun".

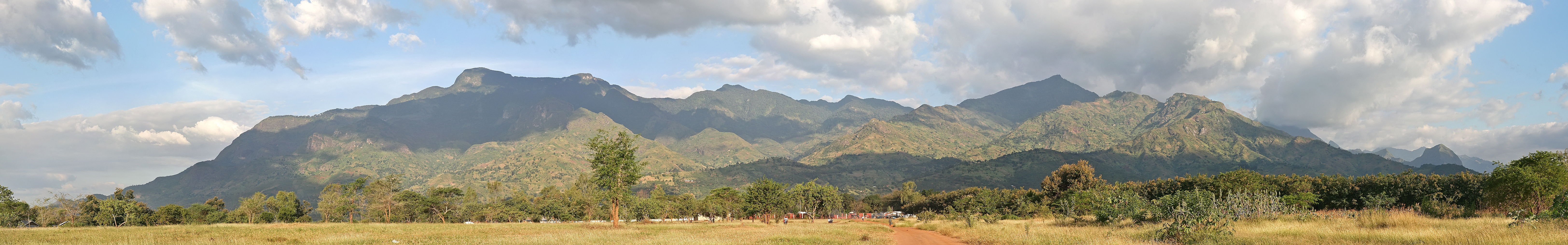
Panorama des Monts Uluguru.

## Sources
Pour des articles plus généraux, voir Oleaceae et Olea.